# والدهوسن ایم اشترودنگو
والدهوسن ایم اشترودنگو (به آلمانی: Waldhausen im Strudengau) یک منطقهٔ مسکونی در اتریش است که در ناحیه پرگ واقع شده‌است. والدهوسن ایم اشترودنگو ۴۶٫۶۹ کیلومتر مربع مساحت دارد ۴۷۰ متر بالاتر از سطح دریا واقع شده‌است.